# Тушиће
Тушиће (или Тушићи) је насеље у општини Зубин Поток на Косову и Метохији. Атар насеља се налази на територији катастарске општине Тушиће површине 646 ha. Историјски и географски припада Ибарском Колашину. Насеље је на северним обронцима Мокре Горе. Атар села се простире од десне обале Ибра, у ствари од десне обале језера Газиводе до врхова страна које се спуштају ка језеру. Ниједан насељени део села није потопљен изградњом акумулације на Ибру. Засеоци су: Вотњак, Орашак, Кућетине, Кокорак, Љајчиће, Орах.
Старији назив Тушића је Кусино Село, док данашњи назив Тушиће вероватно потиче од неке старије породице која је пре у селу живела. Да је село било и пре насељено говоре бројни трагови: стара гробља и остаци старог насеља. Изградњом језера знатно се променио положај села јер је постало доста изоловано. Пре је преко прелаза на Ибру, и преко засеока села Бање Шпиље било везано за важан магистрални правац Рибариће-Косовска Митровица. После ослобађања од турске власти место је у саставу Рашког округа, у срезу дежевском, у општини војковићској и 1912. године има 107 становника (од тога у засеоку Љајчићи 20 становника).

## Демографија
Насеље има српску етничку већину.
Број становника на пописима:
- попис становништва 1948. године: 224
- попис становништва 1953. године: 259
- попис становништва 1961. године: 251
- попис становништва 1971. године: 181
- попис становништва 1981. године: 136
- попис становништва 1991. године: 49